# Représentation des algèbres de Clifford
En mathématiques, les représentations des algèbres de Clifford sont aussi connues sous le nom de modules de Clifford. En général, une algèbre de Clifford C est une algèbre centrale simple sur une certaine extension de corps L d'un corps K sur lequel la forme quadratique Q définissant C est définie.
La théorie algébrique des modules de Clifford a été fondée dans un article de M. F. Atiyah, R. Bott et A. Shapiro.

## Représentations matricielles des algèbres de Clifford réelles
Nous aurons besoin d'étudier les matrices qui anticommutent (AB = –BA) car les vecteurs orthogonaux anticommutent dans les algèbres de Clifford.
{\displaystyle A\cdot B={\frac {1}{2}}(AB+BA)=0}
Pour représenter l'algèbre de Clifford réelle Cℓp,q(ℝ), nous avons besoin de p + q matrices mutuellement anticommutatives, dont p ont pour carré +1 et q ont pour carré - 1.
{\displaystyle {\begin{matrix}\gamma _{a}^{2}&=&+1&{\mbox{si}}&1\leq a\leq p\\\gamma _{a}^{2}&=&-1&{\mbox{si}}&p+1\leq a\leq p+q\\\gamma _{a}\gamma _{b}&=&-\gamma _{b}\gamma _{a}&{\mbox{si}}&a\neq b\ \\\end{matrix}}}
Une telle base de matrices gamma n'est pas unique. On peut toujours obtenir un autre ensemble de matrices gamma satisfaisant la même algèbre de Clifford par une transformation de similarité.
{\displaystyle {\begin{matrix}\gamma _{a'}&=&S&\gamma _{a}&S^{-1}\end{matrix}}}
où S est une matrice inversible. Les ensembles {\displaystyle \gamma _{a'}\,} et {\displaystyle \gamma _{a}\,} appartiennent à la même classe d'équivalence.

## L'algèbre de CliffordCℓ3,1(ℝ)
Développé par Ettore Majorana, ce module de Clifford permet la construction d'une variante de l'équation de Dirac sans nombres complexes et ses éléments sont appelés les spineurs de Majorana.
Les quatre vecteurs de base sont les trois matrices de Pauli et une quatrième matrice antihermitienne (en).  La signature (en) est (+++−). Pour les signatures (+−−−) et (−−−+) souvent utilisées en physique, on a besoin de matrices complexes 4×4 ou de matrices réelles 8×8.